# بنوك الزومبي
بنك الزومبي هي مؤسسة مالية ذات قيمة اقتصادية أقل من الصفر ولكنها لا تزال تعمل لأن قدرتها على سداد ديونها يتم من خلال دعم ائتماني حكومي ضمني أو صريح. وقد استخدم هذا المصطلح لأول مرة من قبل إدوارد كين في عام 1987 لشرح مخاطر التسامح مع عدد كبير من جمعيات الادخار والقروض المعسرة وتطبيقها على الأزمة اليابانية الناشئة في عام 1993. يمكن أن يستمر بنك الزومبي في العمل بل وحتى في النمو طالما بقي الدائنون واثقين من قدرة الحكومة ذات الصلة على استخراج الأموال اللازمة لدعم وعودها من دافعي الضرائب الحاليين أو المستقبليين.ولكن عندما تبدو هذه القدرة مشكوكاً فيها، تواجه مؤسسات الزومبي تهافتاً على سحب الودائع من قبل المودعين غير المؤمن عليهم وطلبات تغطية الهامش من الأطراف المقابلة في معاملات المشتقات.

## أصل الكلمة
في مقال نشر في عدد مارس / أبريل 1992 من مجلة «المجتمع» بعنوان «ركام تأمين القروض والادخار»، توسع إدوارد كين في مصدرالتشبية. ""على الرغم من أن انهيار مجموعات الادخار والقروض (S & L) معقدٌ للغاية «كتب كين» فإن الرسوم المتحركة البسيطة وأفلام الرعب يمكن أن توضح كيف لصندوق تأمين S & L الإستثماري أن يتحول إلى مثل هذه الفوضى. في أفلام مثل ليلة الموتى الأحياء وظهور الموتى للمخرج جورج روميرو، تُبعث الجثث من قبورها وتتجول بحثاً عن الصيد. انهم جائعون إلى شيء واحد فقط - اللحم البشري. وبمجرد أن تتغذى هذه الكائنات الحية الميتة «الزومبي» على إنسان آخر، فإن هذا الإنسان يتحول إلى زومبي هو أيضاً. العديد من مجموعات القروض والادخارات كانت لبعض الوقت مؤسسات زومبي. وكانت هذه المؤسسات معسرة بمعنى أن أصولها قد انخفضت إلى ما دون المستوى الذي يمكن أن تغطي فيه ديونها. مجموعات الادخار والقروض الزومبي هذه قادرة على الإستمرارية فقط لأنها يمكن أن تغذي دافعي الضرائب من خلال جهاز ضمان الودائع الاتحادية المضمون من الحكومة.
كتب تايلر كوين، أستاذ الاقتصاد في جامعة جورج ماسون، لصحيفة نيويورك تايمز في أبريل 2011 أن «إذا كان المودعون الذين يخشون حسابات مجمدة كافياً، سيتم تفريغ البنوك، مما يتطلب إنقاذاً إضافياً من الحكومة. هذه المصارف تماثل القذائف الفارغة، تُمد القنوات العامة بالإمدادات، ولكنها تتقلص وغير مربحة كالشركات، وإلى حد كبير هذا هو الحال بالفعل في أيرلندا. البرتغال تتحرك في الاتجاه نفسه، نحو كونها أرضاً تسكنها بنوك الزومبي. بنوك الزومبي التي من شأنها تدمير خطط الإنقاذ الأوروبية الحالية.»

## التاريخ
في عام 1990، عانت اليابان من انهيار في أسعار العقارات وسوق الأوراق المالية دفعت المصارف الكبرى إلى إعلان إفلاسها. وبدلاً من اتباع توصية أميركا الصعبة وإغلاق أو إعادة رسملة هذه البنوك، أبقت اليابان على هذه البنوك تعمل بشكل هامشي من خلال ضمانات صريحة أو ضمنية وعمليات إنقاذ حكومية تدريجية. بنوك الزومبي هذه ليست حية ولا ميتة ولا يمكن أن تدعم النمو الاقتصادي. وبعد ما يقرب من عشر سنوات من الأزمة المالية في عام 2008، يُحذر المحللون وكبار المسؤولين من أن الكثير من البنوك في أوروبا تكافح مالياً، مما يمنعها من إقراض الشركات وتعزيز النمو. القيود الجديدة المفروضة على البنوك الأوروبية من قبل الاتحاد الأوروبي والتي دخلت حيز التنفيذ اعتبارا من يناير 2016، تهدف إلى حماية دافعي الضرائب من تحمل تكاليف إنقاذ البنوك كما حدث خلال الأزمة المالية.
في 26 يوليو 2012، أطلق رئيس البنك المركزي الأوروبي ماريو دراجي برنامج المعاملات النقدية الصريحة، مما أدى إلى زيادة كبيرة في قيمة السندات السيادية الصادرة عن الدول ذات الاقتصاد الهامشي الأوروبية. إن استقرار القطاع المصرفي الأوروبي الذي تم استعادته لم يؤدي بشكل كامل إلى زيادة النمو الاقتصادي. وقد يعود الانتعاش البطيء إلى مخصصات الائتمان السيئة من قبل بنوك الزومبي.

## الأسباب
سبب وجود بنوك الزومبي يعود إلى القروض السيئة. في ظل الاقتصادات البطيئة، تصبح الشركات التي اقترضت من البنوك غير قادرة على سداد القروض. ضخ رأس المال يكون في المقام الأول من الحكومة، ولكن أيضا من قروض المصرف المركزي، من بنوك الزومبي. ويشار إلى هذه الظاهرة عموما باسم التحمل التنظيمي. وهو تزويد المُقرض بالرفع المالي لتمكين البنوك من تأجيل التسليم بخسائرها.الحكومة تعطي بنوك الزومبي مهلة على أمل أنها سوف تكون قادرة على تحقيق الأرباح مع مرور الوقت لتغطية وعكس خسائرهم والانتعاش من جديد. وبدلاً من الضغط على الشركات للسداد، تقوم بنوك الزومبي بتمديد قروضهم بمساعده الأموال المقدمة من الحكومة، الأمر الذي يتسبب في ظهور شركات زومبي..

## النتائج
منذ أن رفعت بنوك الزومبي من معدلات الفائدة لجذب المستثمرين، عانت البنوك الصحية من المنافسة وفقدت العملاء مما ضر بربحيتها. إنقاذ المؤسسات المالية الفاشلة أو بنوك الزومبي يخلق أيضا مخاطر أخلاقية، يتحمل المستثمرو المخاطر دون النظر في العواقب السلبية، لاعتقادهم أن الحكومة سوف تساعدهم في حال فشل الاستثمار. ليس لدى المستثمرين باعث للعناية بشأن نسبة الأرباح إلى المخاطر، وهي أساسية لقيام الاقتصاد السليم. تشمل التأثيرات الأخرى لبنوك الزومبي عدم القدرة على التنبؤ بالأرباح المستقبلية بسبب أصولها غير العاملة في ميزانيتها العمومية.